# Eschenbach
Eschenbach település Németországban, azon belül Baden-Württembergben. Lakosainak száma 2111 fő (2023. december 31.).

## Népesség
A település népessége az elmúlt években az alábbi módon változott:
| Lakosok száma | 1335 | 2202 | 2142 | 2123 | 2135 | 2111 |
|               | 1975 | 2017 | 2019 | 2021 | 2022 | 2023 |